# Bischofsmais
Bischofsmais ist eine Gemeinde im niederbayerischen Landkreis Regen und ein staatlich anerkannter Erholungsort.

## Geografie

### Geografische Lage
Die Gemeinde liegt in der Region Donau-Wald inmitten des Bayerischen Waldes in einem kleinen, von bewaldeten Hügeln umgebenen Talkessel am Fuß der Berge Geißkopf, Einödriegel, Breitenauriegel und Teufelstisch. Die Ortschaft befindet sich etwa neun Kilometer südlich der Kreisstadt Regen, 17 km nördlich von Deggendorf sowie 19 km von Zwiesel entfernt. Die nächstgelegene Bahnstation liegt acht Kilometer entfernt in Triefenried, dort hält die Waldbahn und bietet Verbindungen mit Plattling und Bayerisch Eisenstein im zuverlässigen Stundentakt.
Durch den Zusammenfluss von Hermannsbach und Entenaubach entsteht in Bischofsmais die Schlossauer Ohe.

### Gemeindegliederung
Es gibt 36 Gemeindeteile (in Klammern ist der Siedlungstyp angegeben):
- Birkenthal (Weiler)
- Bischofsmais (Pfarrdorf)
- Burggrafenried (Dorf)
- Burgstall (Weiler)
- Dietrichsmais (Weiler)
- Doppelmühle (Weiler)
- Dürrwies (Feriendorf)
- Einöde (Einöde)
- Fahrnbach (Dorf)
- Fichtenbach (Einöde)
- Füllersäge (Elektrizitätswerk)
- Ginselsried (Dorf)
- Großbärnbach (Dorf)
- Habischried (Dorf)
- Hartwachsried (Einöde)
- Hermannsried (Dorf)
- Hochbruck (Dorf)
- Hochdorf (Dorf)
- Jägerwies (Einöde)
- Kaltenbrunn (Einöde)
- Käsermühl (Weiler)
- Kleinbärnbach (Weiler)
- Langbruck (Dorf)
- Oberbreitenau (Einöde)
- Oberried (Dorf)
- Oed (Weiler)
- Ritzmais (Dorf)
- Ritzmaisersäg (Weiler)
- Sankt Hermann (Weiler)
- Scheibe (Weiler)
- Seiboldsried vorm Wald (Dorf)
- Stegwiese (Weiler)
- Teufelstisch (Weiler)
- Unterbreitenau (Einöde)
- Wastlsäg (Weiler)
- Wolfersbach (Weiler)

Es gibt die Gemarkungen Bischofsmais, Habischried und Hochdorf.

## Geschichte

### Bis zum 19. Jahrhundert
Im Auftrag des Bischofs von Passau rodeten Mönche aus dem Kloster Niederalteich vor Jahrhunderten den unwegsamen „Nortwald“, um ihn urbar zu machen. Die damalige Form des Rodens nannte man „maizzen“. Aus diesem Zusammenhang entstand dann im Laufe der Zeit der Name „Bischofsmais“. Der Ort tauchte erstmals im Jahre 1136 unter Perthold von Piscolfesmaez in einer Urkunde auf.
Der Ort lag an einem Säumerpfad, dem Böhmweg, und wandernde Kaufleute und Händler, die sogenannten „Säumer“, nutzten ihn, um Felle, Getreide und vor allem Salz zwischen Bayern und Böhmen austauschen zu können. Der Böhmweg führte von Deggendorf über deren heutigen Ortsteil Greising, Bischofsmais und Zwiesel bis nach Prag und gilt heute als einer der schönsten Wanderwege.
Um 1322 erbaute der Heidelberger Mönch Hermann nahe bei Bischofsmais eine Klause, um ein strenges Leben der Entsagung, Buße und Betrachtung zu führen. Nach dessen Tod pilgerten im 18. Jahrhundert Tausende nach Sankt Hermann, was wiederum die Entwicklung des Ortes Bischofsmais förderte. Neben dem Bau einer Schule und einem Gasthof wurde auch die damalige Kirche im frühen Rokokostil erneuert, ehe am 9. August 1864 eine Feuersbrunst das Dorf mitsamt der Kirche zerstörte. Es blieben nur der Pfarrhof und zwei Häuser übrig.

### 20. und 21. Jahrhundert
Prominentester Bürger von Bischofsmais war Professor Joseph Freundorfer, der 1949 zum Bischof von Augsburg ernannt wurde. Sein Geburtshaus, nahe der Kirche, war auch lange Jahre Wohnsitz des Heimatschriftstellers Max Peinkofer.
Im Jahr 1956 eröffnete der Berliner Fabrikant Otto Müller mit seiner Gattin Lina geb. Trauner an der Stelle eines ehemaligen Sägewerkes das Hotel Wastlsäge mit 100 Betten. Damit wurde erstmals im Bayerischen Wald das touristische Angebot um die gehobene Kategorie erweitert. 1973 brachte den Umbau zu einem 120-Betten-Hotel, später erfolgte der Ausbau auf 180 Betten. 1973 wurde ein Ferienpark auf einem 120.000 m² großen Gelände mit 354 Appartements und 1018 Betten eröffnet.
Heute ist Bischofsmais ein familienfreundlicher Erholungsort, der nicht nur gute Luft und Sehenswürdigkeiten, sondern auch eine Vielzahl an Freizeit- und Sportmöglichkeiten bietet.

### Eingemeindungen
Im Zuge der Gebietsreform in Bayern wurde am 1. Januar 1972 die Gemeinde Habischried und am 1. Mai 1978 die Gemeinde Hochdorf eingegliedert.

### Einwohnerentwicklung
Zwischen 1988 und 2018 wuchs die Gemeinde von 3033 auf 3144 um 111 Einwohner bzw. um 3,7 %.
- 1961: 2580 Einwohner
- 1970: 2693 Einwohner
- 1987: 3009 Einwohner
- 1991: 3249 Einwohner
- 1995: 3269 Einwohner
- 2000: 3247 Einwohner
- 2005: 3281 Einwohner
- 2010: 3193 Einwohner
- 2015: 3172 Einwohner

## Politik

### Gemeinderat
Die Kommunalwahlen von 2020 und frühere ergaben folgende Sitzverteilungen:
|      | UWG         | CSU         | SPD         | ödp        | Gesamt |
| 2020 | 7 (40,28 %) | 5 (32,85 %) | 3 (17,65 %) | 1 (9,23 %) | 16     |
| 2014 | 4           | 7           | 3           | 2          | 16     |

### Bürgermeister
Erster Bürgermeister ist Walter Nirschl (Unabhängige Wählergruppe), der zum Nachfolger von Edgar Stecher (ebenfalls Unabhängige Wählergruppe) gewählt wurde, nachdem dieser sich nicht mehr zur Wahl gestellt hatte. Nirschl setzte sich in der Stichwahl vom 16. März 2008 mit 53 % der abgegebenen Stimmen gegen den Cousin seines Vorgängers, Ludwig Stecher (Bischofsmaiser Bürgerliste), durch. Bei seiner Wiederwahl 2014 erreichte Nirschl 97,01 % der Stimmen. Bei den Kommunalwahlen 2020 erreichte Nirschl ohne Gegenkandidat 96,12 % der Stimmen.

### Partnergemeinde
Bischofsmais unterhält eine Gemeindepartnerschaft mit dem istrischen Marčana (Kroatien).

### Wappen
| Wappen von Bischofsmais | Blasonierung: „Geteilt von Rot und Gold; oben schwebend eine silberne Mitra mit abhängenden Bändern, unten ein grüner Dreiberg.“ |
| Wappen von Bischofsmais | Wappenbegründung: Die Bischofsmütze ist redendes Bild für den Ortsnamen und stellt zusammen mit der Tingierung des oberen Feldes in Silber und Rot eine Verbindung her zu den Bischöfen von Passau. Von Passau ging die Besiedlung des Bayerischen Waldes aus. Im Zuge der Rodung seit dem ausgehenden 11. Jahrhundert entstand auch die Siedlung Bischofsmais durch hochstift-passauische Kolonisten. Der grüne Dreiberg ist das Wappenbild der Benediktinerabtei Niederalteich, die als Grundherrschaft und durch die im 14. Jahrhundert entstandene Wallfahrt zum heiligen Hermann mit der Geschichte des Gemeindegebiets verbunden war. |

## Wirtschaft und Infrastruktur

### Statistik
Es gab im Jahr 2020 nach der amtlichen Statistik im produzierenden Gewerbe keine und im Bereich Handel und Verkehr 132 sozialversicherungspflichtig Beschäftigte am Arbeitsort. In sonstigen Wirtschaftsbereichen waren am Arbeitsort 106 Personen sozialversicherungspflichtig beschäftigt. Sozialversicherungspflichtig Beschäftigte am Wohnort gab es insgesamt 1400. Im verarbeitenden Gewerbe gab es einen Betrieb, im Bauhauptgewerbe neun Betriebe. Zudem bestanden im Jahr 2016 34 landwirtschaftliche Betriebe mit einer landwirtschaftlich genutzten Fläche von 848 Hektar, davon waren 126 Hektar Ackerfläche und 723 Hektar Dauergrünfläche.
Von 1979 bis 2012 hatte die Laschinger Seafood (gegründet als Forellenzucht Birkenthal von Rudolf Laschinger) ihren Sitz in Bischofsmais.

### Verkehr
Durch den Ort führt die Ruselbergstrecke, die Regen mit Deggendorf verbindet.
Nächstgelegene Bahnhöfe sind in Triefenried und Regen an der Bahnstrecke Plattling–Bayerisch Eisenstein.

### Öffentliche Einrichtungen

#### Bildung
Es gibt  folgende Einrichtungen (Stand: 1999):
- ein Kindergarten mit 100 Kindergartenplätzen und 68 Kindern
- eine Volksschule mit 20 Lehrern und 282 Schülern

#### Freizeiteinrichtungen
- verbundene Skilifte auf dem Geißkopf und Einödriegel
- Bikepark auf dem Geißkopf
- Sommerrodelbahn auf dem Geißkopf
- Hallenbad im Resort Bayerischer Wald in Habischried

## Persönlichkeiten
- Joseph Freundorfer (1894–1963), Bischof von Augsburg (1949–1963)
- Andreas Trum (1920–1947), SS-Oberscharführer und Blockführer im KZ Mauthausen.
- Johann Baptist Schöllhorn (1922–2009), Staatssekretär im Bundesministerium für Wirtschaft, Präsident der Landeszentralbank in Schleswig-Holstein
- Thomas Pledl (* 1994), Fußballspieler
- Tobias Zellner (* 1977), Fußballspieler und -trainer
- Marco Pledl (* 2000), Fußballspieler

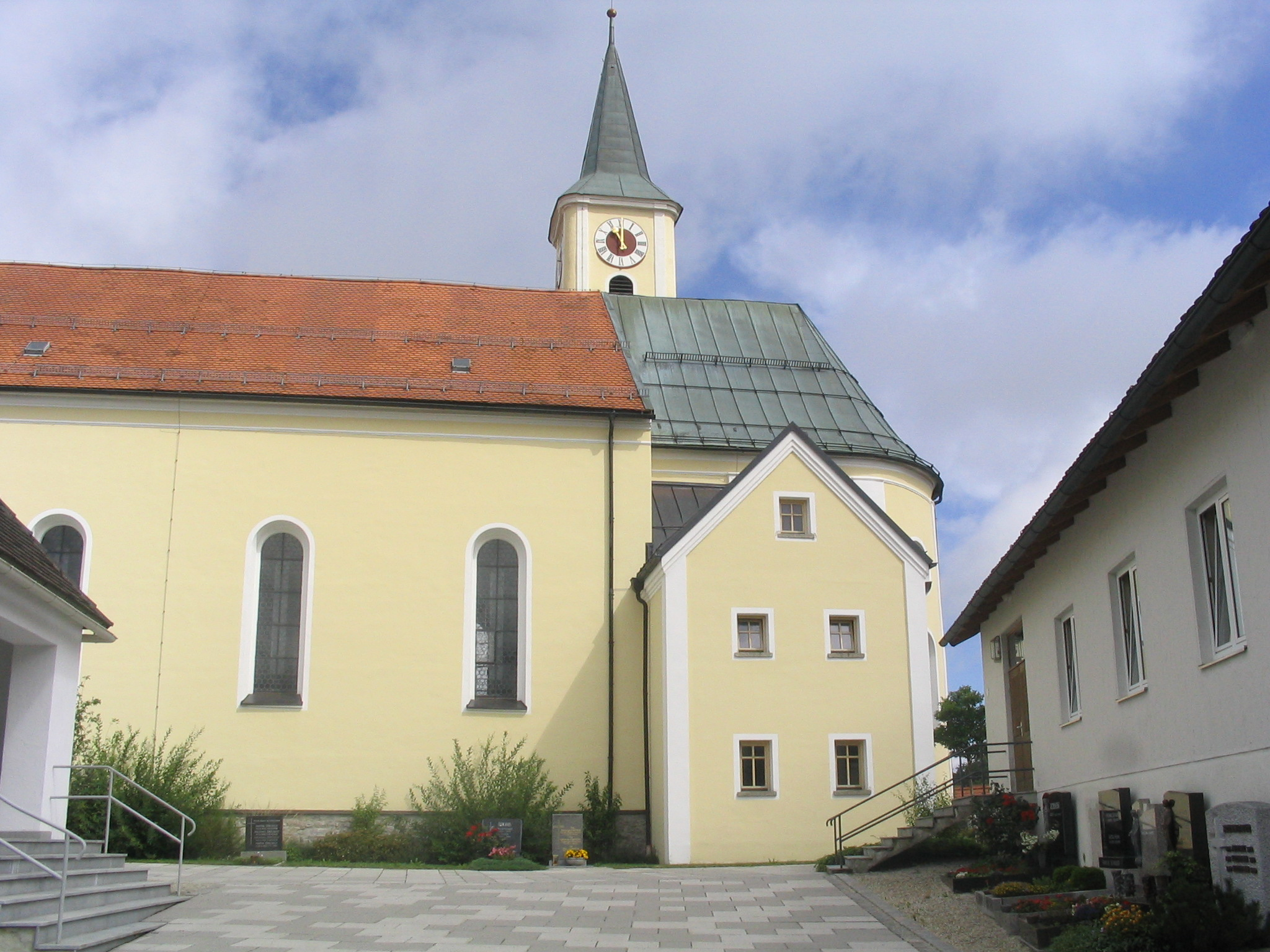
Kirche
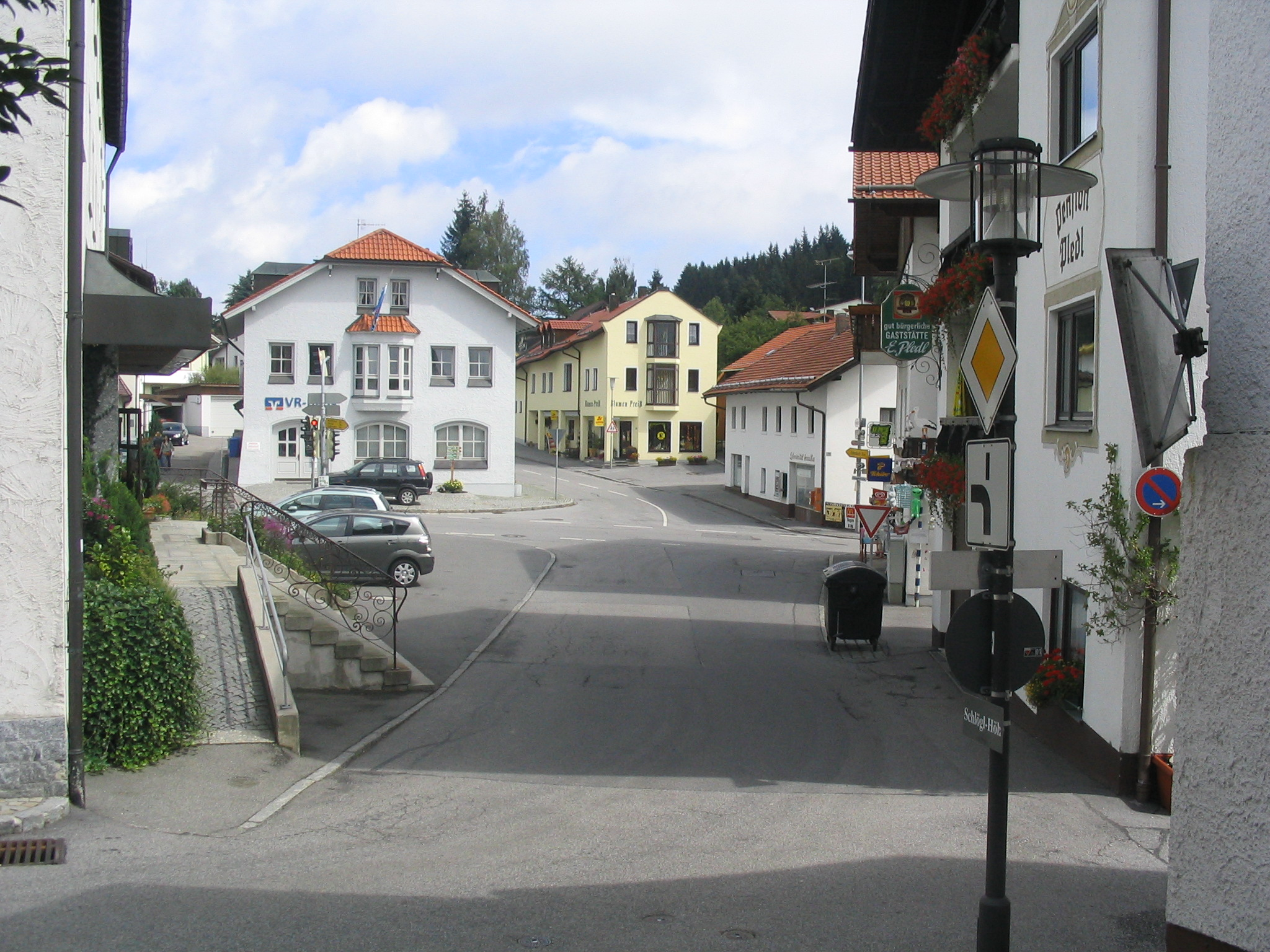
Ortsmitte
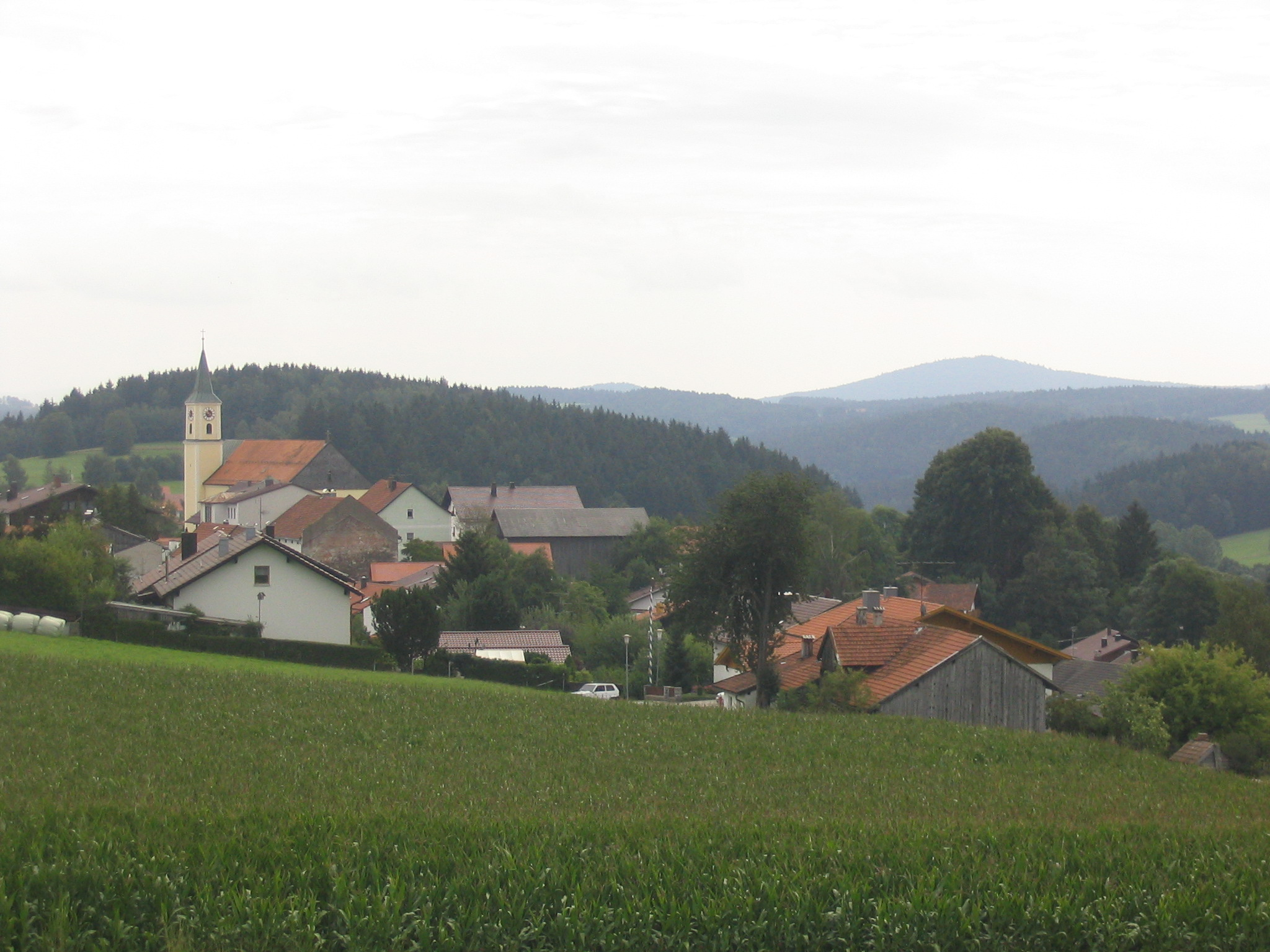
Blick auf den Ort
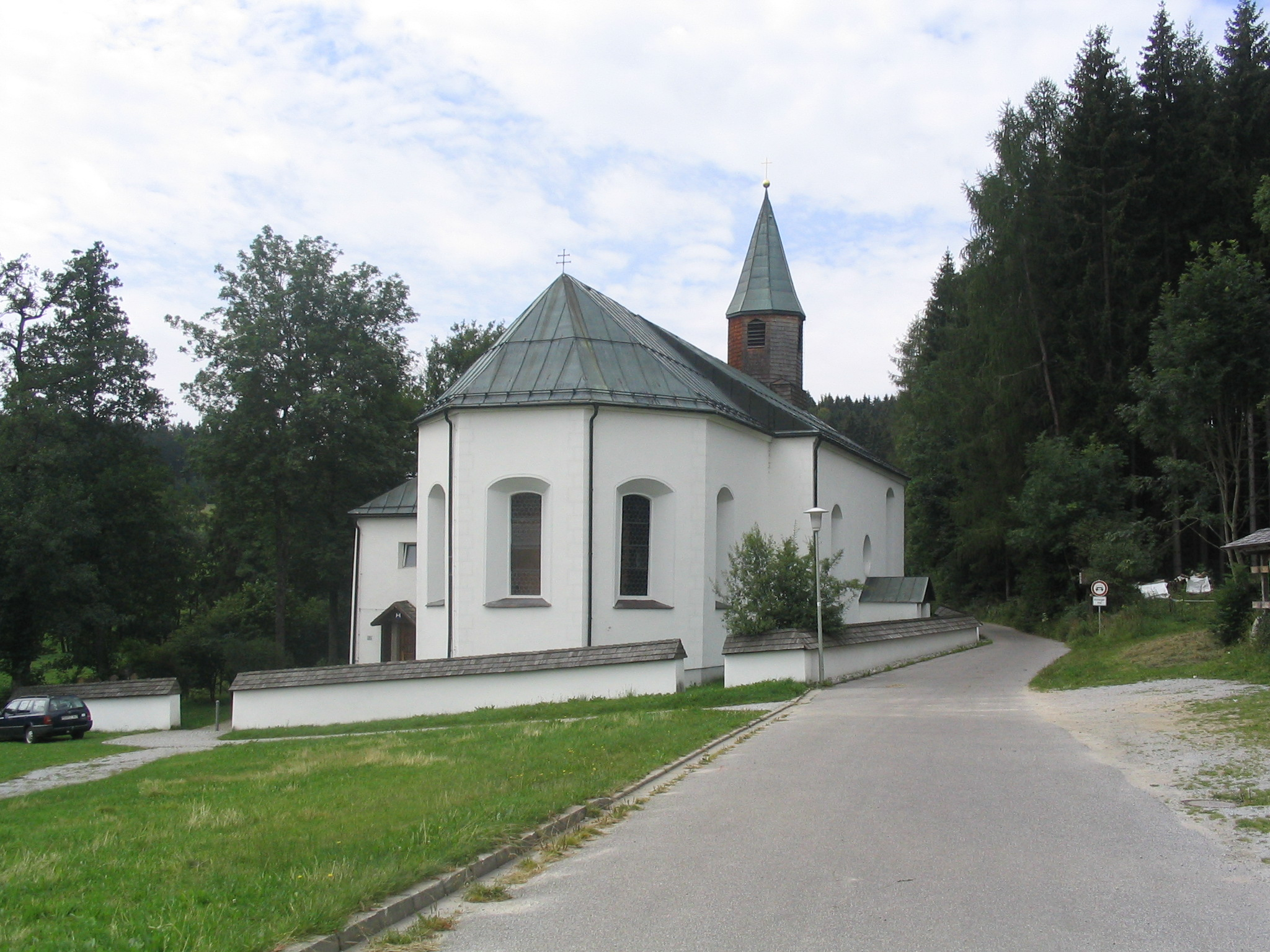
Wallfahrtskapelle St. Hermann
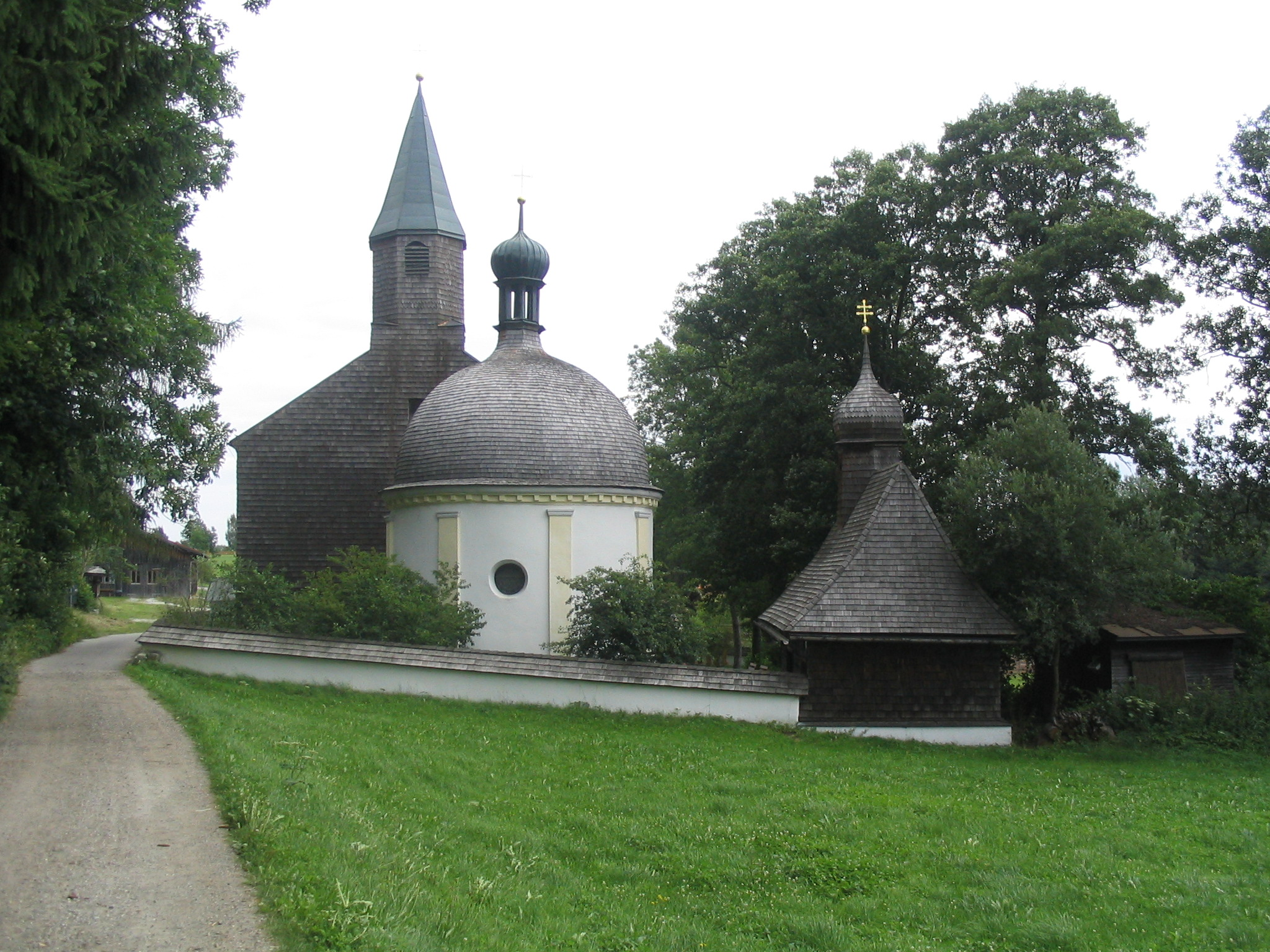
Wallfahrtskapelle St. Hermann
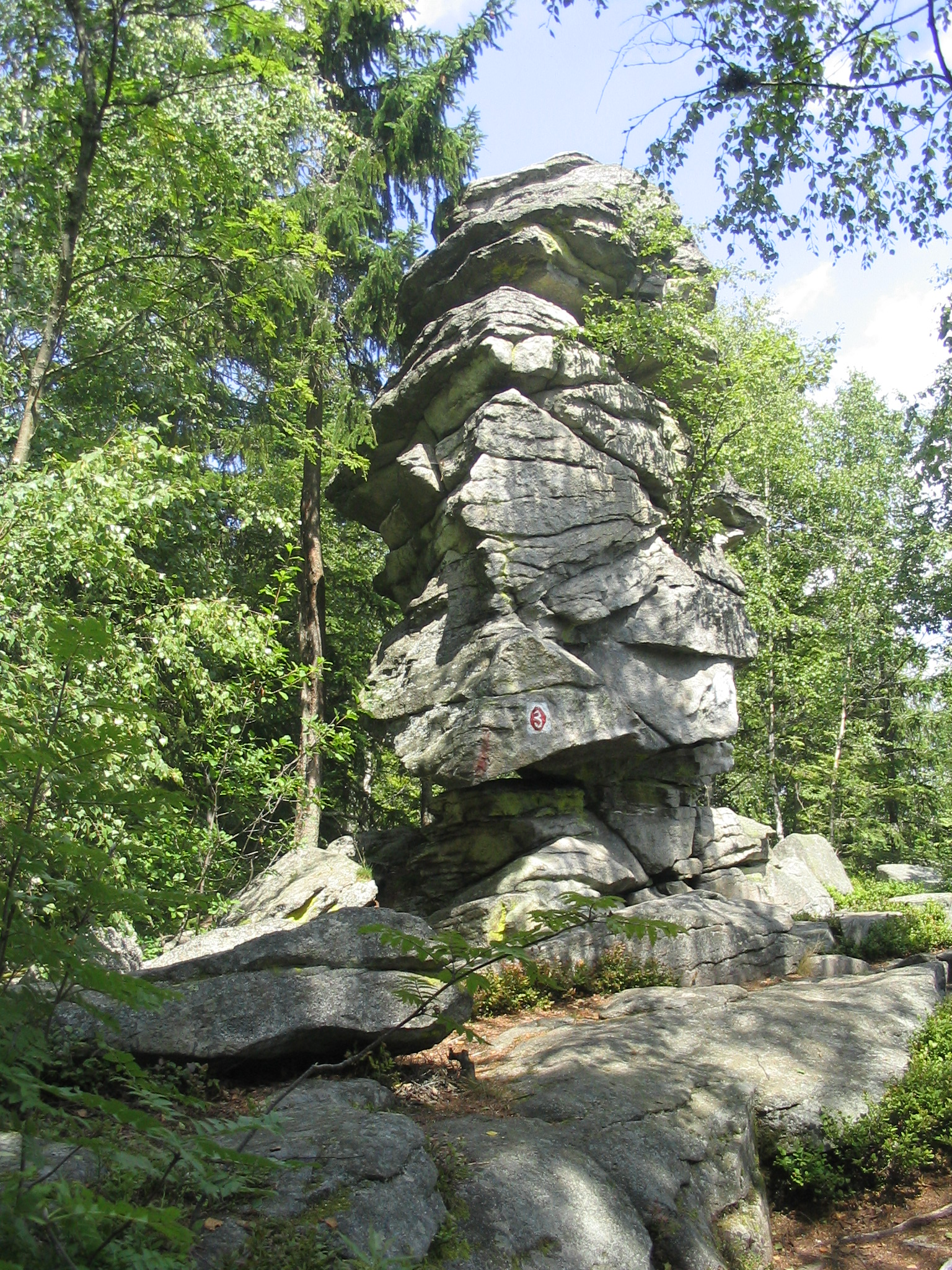
Teufelstisch